# سرکوندا
سرکوندا (Serekunda و هم‌چنین Serrekunda) بزرگ‌ترین شهر کشور گامبیا است و در جنوب باختری بانجول، پایتخت گامبیا واقع شده‌است.
جمعیت این شهر در سال ۲۰۰۶ میلادی ۳۳۵٬۷۳۳ نفر بود.
با وجود اینکه بانجول پایتخت گامبیا است اما از آنجا که این شهر در جزیره واقع شده و مساحت آن محدود است، بخش زیادی از گسترش شهری آن به سوی سرکوندا منتقل شده‌است.
سرکوندا به خاطر بازار خود و درختان کتان ابریشمی و زمین‌های کشتی‌گیری‌اش معروفیت دارد.

## نگارخانه

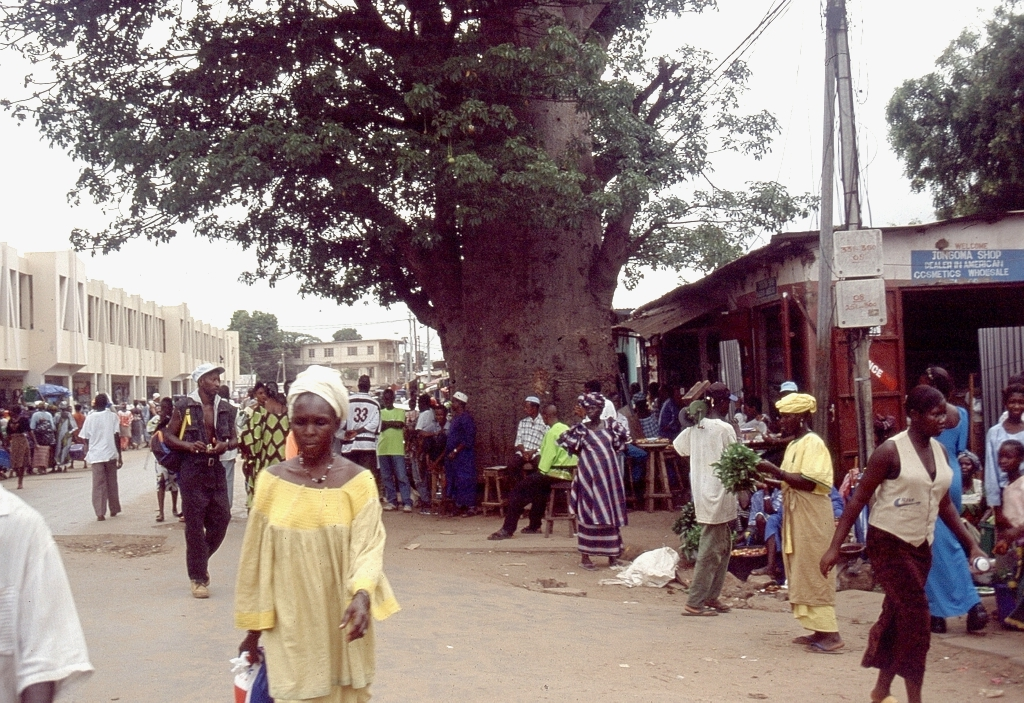
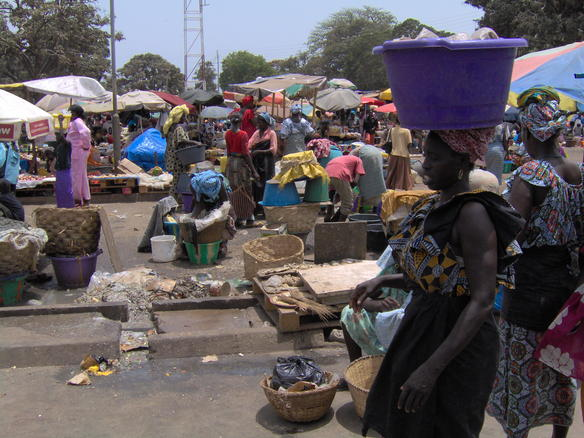
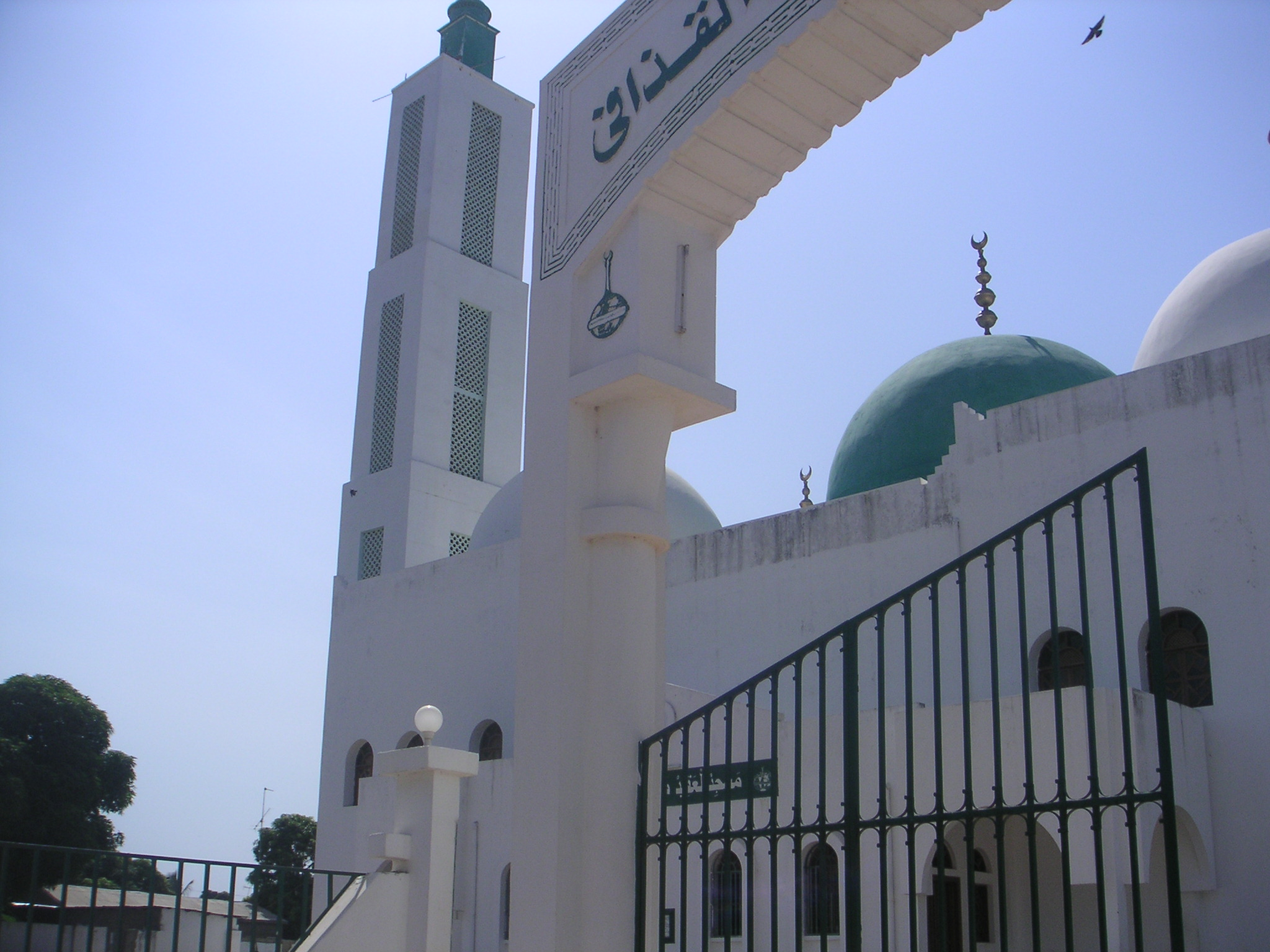
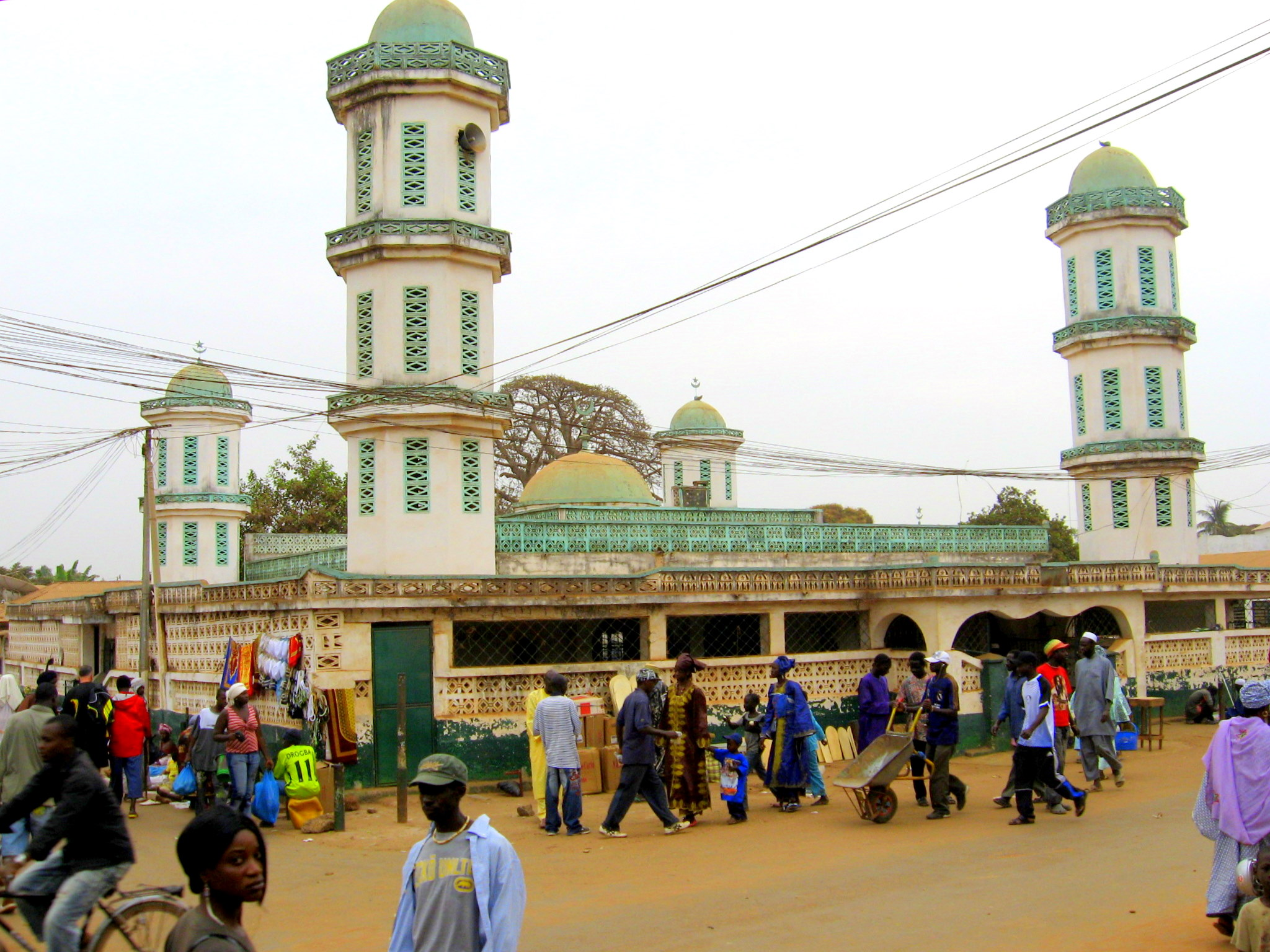